# Luka Ašćerić
Luka Ašćerić, né le 10 janvier 1997 à Sankt Pölten en Autriche, est un joueur autrichien, international serbe de basket-ball évoluant au poste d'arrière.

## Biographie
Après deux saisons avec Lille en Pro B, il signe avec le Hyères Toulon Var Basket en Pro A. Il quitte le club le 14 avril 2018 et s'engage avec le KK Mega Bemax en Serbie.
Au mois de juillet 2020, il rejoint la JL Bourg pour la saison 2020-2021 de Jeep Élite et d'EuroCoupe.
Le 10 juillet 2021, il signe un contrat de deux ans avec le club polonais du Śląsk Wrocław,. Il se blesse cependant au talon pendant la préparation. Les dirigeants polonais décident alors de mettre un terme à son contrat. Sans club, Luka Ašćerić décide de faire une croix sur sa saison et de se faire opérer. En août 2022, il rebondit à l'ALM Évreux Basket en Pro B, club entrainé par son père Neno.
L'année suivante, il retrouve la Serbie en signant avec le club de Belgrade du KK FMP Železnik.

## Sélection nationale
Détenteur de trois passeports (autrichien, serbe et français), Luka Ašćerić opte finalement pour la sélection serbe en étant convoqué en février 2020 pour pallier la blessure d'Ognjen Dobrić sans honorer sa première sélection. Il faudra attendre l'année suivante, en février 2021, à l'occasion des éliminatoires de l'Eurobasket 2022, pour qu'il entre en jeu. Dans la victoire de la Serbie contre la Géorgie (92-66) le 19 février, il joue un peu moins de trois minutes pour deux passes décisives. Il marque ses trois premiers points en sélection quelques jours plus tard dans la victoire de son équipe (88-81) contre la Suisse.

## Clubs successifs
- 2014-2015 :  Arkadia Traiskirchen Lions (OBL)
- 2015-2017 :  Lille Métropole Basket (Pro B)
- 2017-2018 :  Hyères Toulon Var Basket (Pro A)
- 2018-2020 :  KK Mega Bemax (KLS)
- 2020-2021 :  Jeunesse laïque de Bourg-en-Bresse (Jeep Élite)
- 2021-2022 : sans club
- 2022-2023 :  ALM Évreux Basket (Pro B)
- Depuis 2023 :  KK FMP Železnik (KLS)

## Vie privée
Il est le fils de Nedeljko (Neno) Ašćerić, joueur et entraîneur de basket-ball.